# 208-ма зенітна ракетна бригада (Україна)
208-ма зенітна ракетна Херсонська бригада (208 ЗРБр, в/ч А1836) — з'єднання військ протиповітряної оборони у складі Повітряних сил України. Дислокується у Херсоні. Структурно належить до Повітряного командування «Південь».

## Історія
У 1992 році 208-ма гвардійська зенітна ракетна бригада 60-го корпусу ППО Радянської армії перейшла під юрисдикцію України і увійшла до складу її Збройних сил.
В липні 2020 року, в частині відбувся обшук ДБР внаслідок чого були вилучені та конфісковані деякі критичні деталі комплексів ППО. 
23 серпня 2023 року 208 зенітна ракетна бригада Повітряних Сил Збройних Сил України указом Президента України Володимира Зеленського відзначена почесною відзнакою «За мужність та відвагу».
2 серпня 2024 р. Президент України присвоїв бригаді почесне найменування: «Херсонська».

## Традиції

### Річниці
9 грудня 2016 року у бригаді святкували 75-річчя з дня створення військової частини.

## Втрати
- 19 листопада 2017 — Кузьменко Олександр Сергійович. Загинув у сел. Кам'янка (Ясинуватський район).
- 19 листопада 2017 — Пасічник Віталій Петрович. Загинув у сел. Кам'янка (Ясинуватський район).
- 28 жовтня 2022 — Палений Анатолій Валерійович, майор, командир технічної батареї. Загинув у м. Миколаїв.